# 朱聰沬
代思王朱聰沬（1464年—1498年），明朝第四代代王，惠王朱成鍊的庶第一子。
他在成化十五年（1479年）受封武邑王，弘治二年（1489年）因打死樂工而革爵。同年在服父喪期間，他仍是「酗酒行兇，縱欲荒淫」，三年（1490年）被廢為庶人，十一年（1498年）朱聰沬去世，明朝廷恢復他皇室身份，諡武邑懷隱王。其庶長子朱俊杖嗣位代王後，追封朱聰沬為代思王。

## 子女
- 庶長子：代懿王朱俊杖
- 庶次子：進賢莊惠王朱俊樻